# Eduardo Teixeira
Eduardo Alexandre Ribeiro Gonçalves Teixeira (25 de junho de 1972) é um economista político português. Atualmente, desempenha as funções de deputado à Assembleia da República, pelo CHEGA. Ele foi deputado à Assembleia da República nas XII e XIV legislatura pelo PSD. Possui uma licenciatura em Economia  e uma pos-graduação em Fiscalidade e Finanças na Porto Business Scholl, da Universidade do Porto.  É  Vereador  e foi candidato a Presidente da Câmara Municipal de Viana do Castelo. Foi Secretário-Geral da União de Sindicatos Indepetentes (2016-2019) e integrou o Conselho Diretivo Nacional dos SAMS Quadros dos Bancários.     
Enquanto militante do PSD, Eduardo Teixeira foi Presidente da Distrital do PSD Alto Minho (2008-2014) ;  Presidente da Assembleia Distrital do PSD Alto Minho (2014 - 2016) e da Concelhia do PSD de Viana do Castelo (2014-2016 e 2017-2023). Membro da Comissão Politica Nacional do PSD (2008-2009) durante a liderança de Luís Filipe Menezes e Conselheiro Nacional do PSD de 2018 a 2023;
No dia 25 de janeiro de 2024, foi indicado pelo Presidente do CHEGA, André Ventura, que seria o cabeça de lista por Viana do Castelo nas eleições legislativas de 2024., tendo iniciado anteriormente funções de Deputado desde 2011.
A 10 de março de 2024, foi eleito deputado à Assembleia da República pelo CHEGA, pelo círculo eleitoral de Viana do Castelo.  No grupo parlamentar do partido, assume o cargo na Direcção de coordenador técnico. 